# واين إيفانز (لاعب دوري الرغبي)
واين إيفانز (بالإنجليزية: Wayne Evans)‏ هو لاعب دوري الرغبي أسترالي، ولد في 3 أكتوبر 1974.